# Sărituri în apă la Jocurile Olimpice de vară din 2016
Probele sportive de sărituri în apă la Jocurile Olimpice de vară din 2016 s-au desfășurat în perioada 7–19 august 2016 la Centrul Acvatic „Maria Lenk” din Rio de Janeiro. Au fost câte patru probe sportive și la categoria masculin cât și la feminin – 3 metri trambulină, 3 metri trambulină sincron, 10 metri platformă, 10 metri platformă sincron.

## Medaliați

### Masculin
| Probă                              | Aur                                                  | Argint                                                              | Bronz                                                   |
| 3 metri trambulină Detalii         | Cao Yuan · China (CHN)                               | Jack Laugher · Marea Britanie (GBR)                                 | Patrick Hausding · Germania (GER)                       |
| 10 metri platformă Detalii         | Chen Aisen · China (CHN)                             | Germán Sánchez · Mexic (MEX)                                        | David Boudia · Statele Unite ale Americii (USA)         |
| 3 metri trambulină sincron Detalii | Chris Mears · și Jack Laugher · Marea Britanie (GBR) | Sam Dorman · și Michael Hixon · Statele Unite ale Americii (USA)    | Cao Yuan · și Qin Kai · China (CHN)                     |
| 10 metri platformă sincron Detalii | Chen Aisen · și Lin Yue · China (CHN)                | David Boudia · și Steele Johnson · Statele Unite ale Americii (USA) | Tom Daley · și Daniel Goodfellow · Marea Britanie (GBR) |

### Feminin
| Probă                              | Aur                                       | Argint                                                  | Bronz                                                 |
| 3 metri trambulină Detalii         | Shi Tingmao · China (CHN)                 | He Zi · China (CHN)                                     | Tania Cagnotto · Italia (ITA)                         |
| 10 metri platformă Detalii         | Ren Qian · China (CHN)                    | Si Yajie · China (CHN)                                  | Meaghan Benfeito · Canada (CAN)                       |
| 3 metri trambulină sincron Detalii | Shi Tingmao · și Wu Minxia · China (CHN)  | Tania Cagnotto · și Francesca Dallapé · Italia (ITA)    | Maddison Keeney · și Anabelle Smith · Australia (AUS) |
| 10 metri platformă sincron Detalii | Chen Ruolin · și Liu Huixia · China (CHN) | Cheong Jun Hoong · și Pandelela Rinong · Malaezia (MAS) | Meaghan Benfeito · și Roseline Filion · Canada (CAN)  |

## Clasament pe medalii
| Loc   | Țară                       | Aur | Argint | Bronz | Total |
| ----- | -------------------------- | --- | ------ | ----- | ----- |
| 1     | China                      | 7   | 2      | 1     | 10    |
| 2     | Marea Britanie             | 1   | 1      | 1     | 3     |
| 3     | Statele Unite ale Americii | 0   | 2      | 1     | 3     |
| 4     | Italia                     | 0   | 1      | 1     | 2     |
| 5     | Malaezia                   | 0   | 1      | 0     | 1     |
| 6     | Mexic                      | 0   | 1      | 0     | 1     |
| 7     | Canada                     | 0   | 0      | 2     | 2     |
| 8     | Australia                  | 0   | 0      | 1     | 1     |
| 9     | Germania                   | 0   | 0      | 1     | 1     |
| Total | Total                      | 8   | 8      | 8     | 24    |